# Fontaine Stravinsky
La fontaine Stravinsky, ou fontaine des Automates, réalisée en 1983, est l'œuvre conjointe de Jean Tinguely et Niki de Saint Phalle. Elle est créée dans le cadre du pourcentage du budget de la construction du Centre national d'art et de culture Georges-Pompidou. C'est une commande publique entre la ville de Paris, le ministère de la Culture et le Centre Pompidou. L'œuvre est la propriété de la ville de Paris qui se charge de son entretien.
Ce monument évoque l'œuvre musicale d'Igor Stravinsky. Compositeur russe du XXe siècle, celui-ci est un symbole de l'éclectisme et de l'internationalisme artistique.
La fontaine Stravinsky est bâtie sur la place Igor-Stravinsky près de l'IRCAM (le centre de recherche en musique contemporaine). Elle est composée de seize sculptures rendant hommage aux compositions du musicien. Chacune d'entre elles fait référence à Igor Stravinsky, parfois directement comme L'Oiseau de feu, qui est une réduction du gigantesque Sun God réalisé à l'Université de Californie à San Diego par Niki de Saint Phalle, la même année. Parfois  les éléments  font seulement allusion à Igor Stravinsky  comme La Sirène, La Vie, L'Amour, Le Serpent, La Mort.
Les sculptures ont été réalisées en résine ou par assemblage d'éléments en résine et d'éléments métalliques ou assemblages d'éléments métalliques. C'est une œuvre composite conçue pour un espace public et une œuvre en mouvement. Les sculptures sont toutes mécanisées, noires ou colorées et sont animées par des jets d'eau. C'est surtout grâce au soutien de Claude Pompidou que cette fontaine a pu être réalisée conjointement par les deux artistes, le souvenir de la collaboration des deux artistes à la fois, lors de la création de Paradis fantastique, effrayait encore les commanditaires qui redoutaient une œuvre dans le même style.
Début 2022, des travaux furent annoncés pour rénover la fontaine, dont les éléments ne tournaient plus depuis plusieurs années; 2 millions d’euros y furent consacrés. Après deux ans de restauration, le 7 Novembre 2023, la fontaine rénovée fut inaugurée par la Mairie de Paris.

## Sculptures
La Fontaine occupe 17 mètres de largeur sur 33 de longueur. Réparties dans le bassin de 580 m2, se trouvent les seize sculptures, qui représentent :
- L'Oiseau de feu  : version réduite d'une sculpture monumentale Sun God de Niki de Saint Phalle qui a déjà été inaugurée cette même année sur le campus de  l'Université de Californie à San Diego à La Jolla[5]. Il existe une autre sculpture monumentale intitulée L'Oiseau de feu réalisée par Niki de Saint Phalle en 1991, achetée en 2006 par Andreas Bechtler pour le Bechtler Museum of Modern Art à Charlotte (Caroline du Nord), qui porte aussi le nom de Le Grand oiseau de feu sur l'Arche[6].
- la clef de sol ;
- la spirale ;
- l'éléphant ;
- le renard ;
- le serpent ;
- la grenouille ;
- la diagonale ;
- la mort ;
- la sirène ;
- le Rossignol ;
- l'amour ;
- la vie ;
- le cœur ;
- le Chapeau de clown ;
- Ragtime.